# 大崎弘子
大崎 弘子（おおさき ひろこ、1976年10月21日 - ）は、日本の起業家。株式会社 Kaeruの代表取締役であり、コワーキングスペース（オオサカンスペース）の創業者でもある。

## 人物・来歴
大阪府大阪市出身。2006年にChatworkに入社し、2011年同社のグループ会社として、株式会社 Kaeru(旧社名 EC studio スペース）を設立。運営するコワーキングスペース（オオサカンスペース）にて「各種勉強会や会員間の交流を促進するユニークなイベントを開催している。これらの多角的な事業展開により、会員同士の協業率は60％を超え、利用者の中から大きく成長した企業も現れるなど、ベンチャー企業の育成に貢献している」として関西経済連合会と関西経済同友会共催の第57回関西財界セミナーにて輝く女性賞を受賞。